# 托隆尼亞家族
托隆尼亞家族（義大利語：Torlonia），是一個起源於法國，發跡於羅馬的貴族家族，該家族於18-19世紀透過協助梵蒂冈進行財務管理而獲得了巨大財富，由於其驚人的財富，在義大利語流行辭典中，「托隆尼亞」也成為了巨大財富的代名詞。

## 家族歷史
家族的創始者馬里諾·托隆尼亞（法語名Marin Tourlonias）來自法國奧弗涅的一個農村家庭，他的父親安托萬（Antoine Torlonias）是一名商人及工人，馬里諾大約1750年搬遷至羅馬並且在西班牙廣場附近從事布料商行及貸款的工作，為日後他兒子喬瓦尼·托隆尼亞創立的家族銀行打下基礎，馬里諾於1753年娶了瑪麗安潔拉·蘭奇（Mariangela Lanci）為妻，婚後育有二子。
真正讓家族走向權力頂端的是馬里諾的兒子喬瓦尼·托隆尼亞，他因於羅馬拿破倫佔領時期從事投機生意致富，並於法軍離開後持續透過其成立的家族銀行（Banco Marino Torlonia）提供羅馬貴族貸款。也因為如此，托隆尼亞家族獲得了許多貴族資產以及頭銜，並也得到管理梵蒂岡資產的機會，他於1794年被教宗庇護六世冊封為布拉恰諾公爵，並於1814年被教宗庇護七世冊封為奇維特拉-切西親王，是義大利最後幾位獲得世襲頭銜的家族，家族也於1820年從斯福爾扎-切薩里尼家族手中購得了波利及瓜達尼奧洛公爵頭銜。家族封地奇維特拉-切西位於現今維泰博省，而村莊中的托隆尼亞城堡（Castello Torlonia）仍舊為家族所有。喬瓦尼於1806年開始修建托隆尼亞別墅，現今是羅馬市政府經營的一座博物館，另外喬瓦尼也於1820年購得了協和大道上的一處宮殿，並將之更名為托隆尼亞宮，時至今日仍為家族所有。
家族透過精明的貸款及投資以及主持慈善活動和政治聯姻（家族與科隆納家族、奧爾西尼家族、基吉-阿爾巴尼家族、博爾蓋塞家族、斯皮諾拉家族和西班牙王室等權貴聯姻），使托隆尼亞家族在往後一百年內成為羅馬繼科隆納家族、奧爾西尼家族及博爾蓋塞家族後，最為富有的家族。
喬瓦尼的其中一名孫子利奧波爾多·托隆尼亞曾於1882-1887年擔任羅馬市長。
托隆尼亞家族亦是梵蒂岡於1968年發布的教宗手諭《教宗府》後少數存在於梵蒂岡的貴族之一，托隆尼亞家族於1958年取代了奧爾西尼家族成為梵蒂岡世襲職位宗座助理親王的持有者，此榮譽頭銜目前僅有兩個家族擁有，另一個是羅馬古老貴族科隆納家族。
此外美國女明星布魯克·雪德絲是第四代奇維特拉切西親王馬里諾·托隆尼亞的外曾孫女。

## 藝術收藏
托隆尼亞家族如同許多貴族家族，也收藏了許多精美的藝術品，其中以其收藏的大量古羅馬大理石雕塑聞名，許多雕塑是家族從鳩斯蒂尼亞尼家族手中購得，家族成員亞歷山德羅·拉法埃萊·托隆尼亞於1859年在家族位於倫加拉街的宮殿建立了托隆尼亞博物館，此博物館一直開放到1976年，之後義大利政府曾於2005年想要以12億歐元的價格向家族收購這些藏品，但被家族拒絕了，目前家族眾多藏品皆藏於阿爾巴尼別墅，於2014年由前任親王亞歷山德羅·托隆尼亞創立了托隆尼亞基金會（Fondazione Torlonia），主旨在透過募款方式修復這些藏品，並期望在接下來數年間找到安置這些收藏的場所，目前基金會開放大眾免費申請前往別墅參觀家族收藏。

### 引用
1. ↑  Felisini, p. 51
2. ↑  Campitelli, p. 44
3. ↑  Proia, p. 33
4. 1 2  Williams, p. 101
5. ↑  Proia, p. 35
6. ↑  "Papal Prince's Title in Jeopardy", (29 January 1958) Independent, Long Beach, California, Access Newspaper Archive
7. ↑  . www.angelfire.com.   [2022-10-18]. （原始内容存档于2022-10-07）.
8. ↑  . The Art Newspaper - International art news and events. 2019-11-25  [2022-10-18]. （原始内容存档于2022-10-18）.
9. ↑  . Fondazione Torlonia.   [2022-10-18]. （原始内容存档于2022-10-19） （英语）.